# Юрдюк-Кумах
Юрдюк-Кумах (якут. Үрдүк Кумах) — село в Верхоянском улусе Якутии России. Входит в состав Чёрюмчинского наслега.

## География
Село находится в северной части Якутии, в излучине реки Адыча, на расстоянии 15 км от села Чёрюмче, центра наслега, и 93 км от посёлка городского типа Батагай, административного центра улуса.

### Климат
Климат характеризуется как резко континентальный, с продолжительной морозной малоснежной зимой и коротким прохладным летом. Средняя температура воздуха самого тёплого месяца (июля) составляет 16-17 °C; самого холодного (января) −38 −48 °C. Среднегодовое количество атмосферных осадков составляет 150—300 мм. Снежный покров держится в течение 215—235 дней в году.

## История
На основании постановления Палаты Республики Государственного Собрания (Ил Тумэн) Республики Саха (Якутия) от 28 октября 1999 года ПР № 157–II из состава  Эльгесского наслега Верхоянского улуса выделен Чёрюмчинский наслег с сёлами   Чёрюмче и  Юрдюк-Кумах.
Согласно Закону Республики Саха (Якутия) от 30 ноября 2004 года N 173-З N 353-III село вошло в образованное муниципальное образование Чёрюмчинский наслег.
Однако и до 2019 года включительно в законодательстве село  Юрдюк Кумах/ Юрдюк-Кумах называется входящим в состав Эльгесского наслега .

## Население
| 2002 | 2010 |
| ---- | ---- |
| 2    | ↘1   |

### Национальный состав
Согласно результатам переписи 2002 года, в национальной структуре населения якуты составляли 100 % из 2 чел.